# English Chamber Orchestra
La English Chamber Orchestra (ECO) és una orquestra de cambra britànica amb seu a Londres. L'orquestra completa toca regularment concerts al Cadogan Hall, i el seu conjunt actua al Wigmore Hall. L'orquestra fa gires regulars pel Regne Unit i internacionalment, i té la distinció no només de tenir la discografia més extensa de qualsevol orquestra de cambra, sinó també de ser l'orquestra més viatjada del món; cap altra orquestra ha tocat concerts (a partir del 2013, segons la seva pròpia publicitat) a tants països com l'Orquestra de Cambra Anglesa.
L'orquestra de cambra anglesa té les seves arrels a la Goldsbrough Orchestra, fundada el 1948 per Lawrence Leonard i Arnold Goldsbrough. El grup va prendre el seu nom actual l'any 1960, quan va ampliar el seu repertori més enllà del període de la Barroc per primera vegada. El seu repertori va romandre limitat per la mida del grup, que s'ha mantingut de manera bastant constant al voltant de la mida d'una orquestra de l'època de Mozart.
Poc després, es va relacionar estretament amb el Festival d'Aldeburgh, tocant a les estrenes de A Midsummer Night's Dream de Benjamin Britten (1960), Owen Wingrave (1970), Curlew River i diverses altres de les seves obres. Les ocasions en què Britten va dirigir l'orquestra incloïen els concerts d'obertura del Queen Elizabeth Hall i Snape Maltings el 1967. També va fer una sèrie de discos amb el grup.
L'orquestra no tenia en aquest moment cap director principal, però va treballar estretament amb una successió de directors convidats com Raymond Leppard, Colin Davis i Daniel Barenboim. El 1985 Jeffrey Tate va ser nomenat primer director principal del conjunt. L'any 2000, Ralf Gothóni va ser nomenat segon director principal.
El juny de 2009, l'Orquestra de Cambra Anglesa va nomenar Paul Watkins el seu nou director musical, efectiu amb la temporada 2009–2010, per un contracte inicial de tres anys.

## Enregistraments
El primer gran projecte de gravació de Murray Perahia va ser el Concert per a piano núm. 27 de Mozart, dirigint des del teclat l'Orquestra de Cambra Anglesa.
- Mozart i Myslivecek Concerts per a flauta. Ana de la Vega. "Pentatone (segell discogràfic)|PENTATONE" PTC 5186723 (2018).